# Серпіко
Серпіко (англ. Serpico) — американська біографічна драма 1973 року.

## Сюжет
Серпіко завжди мріяв працювати в поліції, він закінчив академію і вступив на службу. Патрулюючи вулиці Нью-Йорка він бачить, що всі поліцейські загрузли в корупції. На відміну від своїх корумпованих колег-офіцерів, Френк відмовляється брати хабарі від злочинців, бандитів і торговців наркотиками, чим викликає презирство до себе з боку інших поліцейських. Серпіко не хоче брати участь у всьому цьому і намагається викрити своїх товаришів по службі і керівництво.

## У ролях
| Актор              | Роль             |
| ------------------ | ---------------- |
| Аль Пачіно         | Серпіко          |
| Джон Рендольф      | Сідні Грін       |
| Джек Кехо          | Том Кео          |
| Біфф МакГуайр      | капітан Макклейн |
| Барбара Еда-Янг    | Лорі             |
| Корнелія Шарп      | Леслі            |
| Тоні Робертс       | Боб Блер         |
| Джон Медічі        | Паскуале         |
| Аллан Річ          | Д.А. Таубер      |
| Норман Орнеллас    | Рубелло          |
| Едвард Гровер      | Ломбардо         |
| Аль Гендерсон      | Пелуче           |
| Генк Гаррет        | Мелоун           |
| Деміен Лік         | Джої             |
| Джозеф Бова        | Поттс            |
| Джин Гросс         | капітан Толкін   |
| Джон Стюарт        | Вотерман         |
| Вуді Кінг молодший | Ларрі            |

| Актор             | Роль              |
| ----------------- | ----------------- |
| Джеймс Толкан     | Стайгер           |
| Ед Кроулі         | Барто             |
| Бернард Барроу    | Палмер            |
| Сел Каролла       | містер Серпіко    |
| Мілдред Клінтон   | місіс Серпіко     |
| Нейтан Джордж     | Сміт              |
| Гас Флемінг       | доктор Мец        |
| Річард Форонджі   | Корсаро           |
| Алан Норт         | Браун             |
| Льюїс Дж. Стедлен | Берман            |
| Джон МакКвейд     | Келлог            |
| Тед Беніадес      | Сарно             |
| Джон Лен          | Гілберт           |
| М. Еммет Волш     | Галлахер          |
| Джордж Іді        | Дейлі             |
| Чарльз Вайт       | Делані            |
| Ф. Мюррей Абрахам | детектив напарник |
| Трейсі Волтер     | вуличний хлопець  |

## Цікаві факти
- Фільм повинен був знімати Джон Г. Евілдсен, але він вибув з проекту незадовго до початку зйомок через розбіжності з продюсером Мартіном Брегманом.
- Фільм знімали в 104 різних місцях, розташованих майже в усіх районах Нью-Йорка.
- Зйомки проходили у зворотному хронологічному порядку. Спочатку Аль Пачіно знявся у сценах, де у нього довге волосся і борода; потім, в кожному з епізодів йому їх укорочували. Це робилося для того, щоб у глядачів склалося враження, ніби волосся і борода у героя Аль Пачіно відростають природним чином.
- Аль Пачіно так глибоко вжився в роль Френка Серпіко, що одного разу, повертаючись зі зйомок, оштрафував якогось водія за перевищення швидкості.
- Френк Серпіко поступив на службу в поліцію Нью-Йорка 11 вересня 1959 у віці 23 років.